# Вазоактивний інтестинальний пептид
Вазоактивний інтестинальний пептид (ВІП) — пептидний гормон, який впливає на тонус судинної стінки. ВІП — нейропептид, який складається із залишків 28 амінокислот, та належить до суперродини глюкагону. ВІП продукується в багатьох тканинах хребетних: кишки, підшлункової залози, гіпоталамуса. ВІП стимулює скоротливість серця, спричинює розширення кровоносних судин, збільшує глікогеноліз, знижує артеріальний тиск і розслабляє гладкі м'язи трахеї, шлунка і жовчного міхура. У людей, ВІП кодується геном VIP (6q25.2).

## Синтез поліпептиду
ВІП синтезується в дванадцятипалій кишці, а також виділяється постгангліонарними парасимпатичними волокнами блукаючого нерва.

## Клінічне значення
Підвищення секреція ВІП може бути симптомом ВІПоми — гормонально активної пухлини, яка походить з острівцевих (не бета) клітин підшлункової залози, та діагностується при МЕН1.